# 乗り継ぎ料金制度

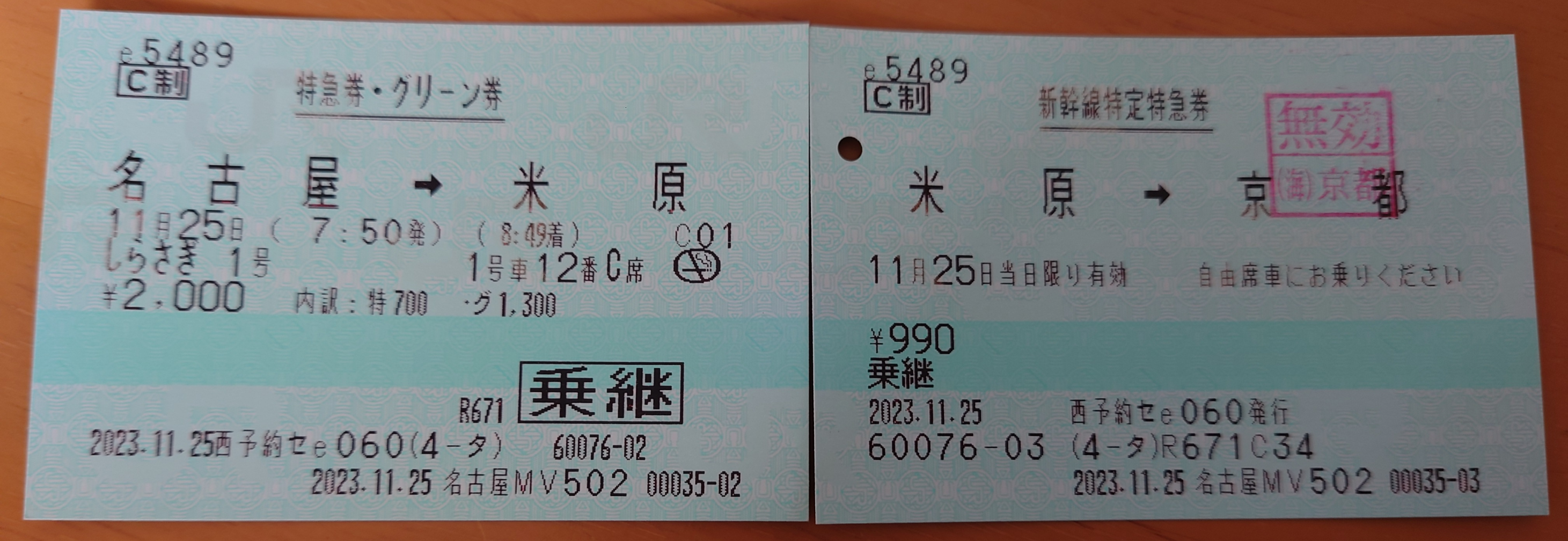
JRの乗り継ぎ割引

乗り継ぎ料金制度（のりつぎりょうきんせいど）とは、異なる交通機関や有料道路同士の乗り継ぎを行う際に料金の割引を行う制度のこと。
日本では各交通事業者の独立経営を前提にした乗り継ぎ料金制度が広く導入されているが、世界的には複数の交通企業体で運輸連合を設立して共通運賃制度を導入する地域が多くなっており乗継割引ではなく参加事業者共通のゾーン制や均一制などの運賃体系がとられている。

## 概要
公共交通機関の運賃等は初乗り料金等の影響で乗り継ぎ回数が多いほど料金が高くなってしまう。そこで日本では乗り継ぎによる金額の増大を抑えるために乗り継ぎ料金（割引）制度が広く導入されている。
一方、世界的には交通企業体ごとの自立採算制をとらずに複数の交通企業体で運輸連合を設立し、各社からの事業収入を運輸連合でいったんプールしたうえで一定の基準で参加事業者に再配分する共通運賃制度を導入する施策をとっている地域が多くなっている。例えばパリのパリ運輸組合には地下鉄、バス、フランス国鉄など57社が加入しているが乗継割引制度はなくパリ市内のこれらの公共交通機関ではゾーン制の運賃である。日本の公共交通機関は各交通事業者の独立経営によるシステムとなっており共通運賃制度は普及していない（乗車券等の共通化はみられる）。
他には航空会社の国際線でファーストクラスを利用する場合に国内線のファーストクラスの料金を通しにしたり、割り引いたり、無料にする制度がある。

## JR各社
日本国有鉄道（国鉄）及びその事業を継承したJR各社においては、特急・急行料金は1個の列車に対し、1個の料金（特別急行券・急行券）を適用することを原則としている。すなわち、途中で乗り換えて複数の特急・急行列車に乗車する場合、各々の列車に対し各々の料金を適用することが原則である。しかし、新幹線の開業に当たり、並行する在来線の特急・急行列車が新幹線に代替される形となり、以前の在来線であれば直通で利用できた区間であっても、複数列車に乗車せざるを得なくなるケースが発生した。このようなケースで料金を個別に適用すれば実質的な料金の値上げと解されることから、各々の列車に対し各々の料金を適用するという原則を維持しつつも、激変緩和のため新幹線に接続する在来線の料金を減免する措置として導入されたのが、乗継割引制度である。この趣旨により、そもそも在来線時代より直通列車のなかった東京・大宮・高崎での別系統への新幹線乗継や、東京等での新幹線・在来線相互乗継には適用されないのが原則である。その他、在来線同士の乗継において、運行系統上直通列車がなくなり分断を余儀なくされた、あるいは営業戦略上同一ネットワークとして扱うなどのケースにおいては、乗継割引の設定がなされることがある。
このほか、新幹線のみを利用する場合において、停車駅パターンの関係で、目的地に到着するためにどうしても複数の新幹線の乗り継ぎが必要なケースや、途中駅で速達列車に乗り換えたほうが所要時間が短縮できるケースがある。このようなケースでも料金が不当に高額とならないよう、料金通算制度が設けられている。料金通算制度の適用は下り同士または上り同士（同一方向）に限定され、下り→上り、またはその逆は適用対象外である。

### 特急料金・急行料金の通算
表記の各種情報は、2025年4月現在のものである。

#### 新幹線
新幹線の場合は、目的地まで有効である新幹線特急券を所持している場合、基本的には目的地まで同一方向の新幹線に限って、新幹線の列車を乗り換えても新幹線改札を出ない限り有効である（ラッチ内乗り継ぎ）。なお、一部区間でも指定席を利用する場合は全区間指定席特急料金が適用される。
ただし、次の場合は特急料金通算の対象外となり、特定駅までの特急料金を合算して算出する。
1. 定期運転の直通列車が存在しない場合
  - 東海道新幹線と東北新幹線・上越新幹線を東京駅で乗り継ぐ場合 → 東京駅まで（から）の特急料金を合算
  - 東北新幹線（小山駅以北）と上越新幹線（熊谷駅以北）を大宮駅で乗り継ぐ場合 → 大宮駅まで（から）の特急料金を合算
  - 上越新幹線（上毛高原駅以北）と北陸新幹線（安中榛名駅以西）を高崎駅で乗り継ぐ場合 → 高崎駅まで（から）の特急料金を合算
2. 山陽新幹線と九州新幹線を乗り継ぐ場合（「さくら」「みずほ」で直通する場合を含む） → 博多駅まで（から）の特急料金を合算
山陽新幹線内と九州新幹線を直通または乗り継ぐ場合は単純合算から割り引く特例措置が存在する。九州新幹線#特急料金・運賃を参照のこと。
3. 東北新幹線と北海道新幹線を乗り継ぐ場合（「はやぶさ」「はやて」で直通する場合を含む） → 新青森駅まで（から）の特急料金を合算[3]

なお、東海道・山陽新幹線で「のぞみ」・「みずほ」の指定席と「ひかり」・「こだま」・「さくら」とを乗り継ぐ場合、ならびに東北新幹線の大宮駅 - 盛岡駅間を含む区間で「はやぶさ」と「はやて」・「やまびこ」などとを乗り継ぐ場合 の場合は、原則として全区間の新幹線指定席特急料金に「のぞみ」「みずほ」または「はやぶさ」の乗車区間に応じた加算料金を加えることになる（一部例外あり。詳細はのぞみ (列車)#「のぞみ」「みずほ」とそれ以外の列車を乗り継ぐ場合を参照）。
特急料金計算の例
例：上野駅 -（あさま）- 大宮駅 -（なすの）- 那須塩原駅 -（やまびこ）- 仙台駅 -（はやて）- 盛岡駅 と乗り継ぐ場合
上野駅 - 盛岡駅間の新幹線特急料金（同一方向なので、全区間を通算する）。
例：宇都宮駅 -（やまびこ）- 大宮駅 -（とき）- 高崎駅 -（あさま）- 軽井沢駅 と乗り継ぐ場合
宇都宮駅 - 大宮駅間と大宮駅 - 軽井沢駅間の新幹線特急料金を合算する（大宮駅で一旦計算を打ち切る）。
例：新潟駅 -（とき）- 高崎駅 -（はくたか）- 金沢駅 と乗り継ぐ場合
新潟駅 - 高崎駅間と高崎駅 - 金沢駅間の新幹線特急料金を合算する（高崎駅で一旦計算を打ち切る）。
例：熊谷駅 -（とき）- 東京駅 -（こだま）- 新横浜駅 と乗り継ぐ場合
熊谷駅 - 東京駅間と東京駅 - 新横浜駅間の新幹線特急料金を合算する（東京駅で一旦計算を打ち切る）。
例：名古屋駅 -（こだま）- 新大阪駅 -（さくら）- 熊本駅 と乗り継ぐ場合
名古屋駅 - 博多駅間と博多駅 - 熊本駅間の新幹線特急料金を合算する（乗換駅の新大阪駅ではなく、博多駅で一旦計算を打ち切る。この場合の特急券は名古屋 - 熊本で1枚である）。

#### 在来線
在来線においても、1本の列車と見なして特急料金・急行料金を通算する場合がある。以下に記した区間・駅で、改札を出ないで乗り継ぐ場合に限り適用される。ただし、料金を一つに通算した額よりも列車毎に料金を計算し合計した額の方が安くなる場合は、料金の通算はしない。
1. 福島駅 - 新庄駅間の特急列車を、山形駅で乗り継ぐ場合。
2. 京都駅 - 城崎温泉駅間及び新大阪駅 - 城崎温泉駅の特急列車を福知山駅で乗り継ぐ場合。ただし、同一方向の場合に限る。
例：京都駅 -（特急「はしだて」）- 福知山駅 -（特急「こうのとり」）- 城崎温泉駅
京都駅 - 城崎温泉駅間（通算）の特急料金
例：三田駅 -（特急「こうのとり」）- 福知山駅 -（特急「きのさき」）- 亀岡駅
三田駅 - 福知山駅間と福知山駅 - 亀岡駅間の特急料金を合算する（方向が異なるため、福知山駅で計算を一旦打ち切る）。
3. 岡山駅・高松駅 - 宇和島駅間の特急列車を、宇多津駅・丸亀駅・多度津駅及び松山駅で乗り継ぐ場合[注 1]。
例：新神戸駅 - （山陽新幹線） - 岡山駅 - （特急「南風」「しおかぜ」） - 宇多津駅 - （特急「いしづち」） - 松山駅 - （特急「宇和海」） - 八幡浜駅
岡山駅 - 八幡浜駅間の特急料金が通算されるため、最終的に新神戸駅 - 岡山駅間の新幹線特急料金と岡山駅 - 八幡浜駅間の特急料金が必要となる。
例：岡山駅 -（特急「しおかぜ」）- 松山駅 -（特急「伊予灘ものがたり」）- 伊予大洲駅ないし八幡浜駅
　　特急「伊予灘ものがたり」は全車両特別車両（全席がグリーン車の列車）で運転されるため、本特例の対象外である。
　　岡山駅 - 松山駅間と松山駅 - 伊予大洲駅ないし八幡浜駅間の特急料金を合算する（松山駅で計算を一旦打ち切る）。
4. 岡山駅・高松駅 - 窪川駅間の特急列車を[注 2]、宇多津駅・丸亀駅・多度津駅及び高知駅で乗り継ぐ場合[注 3]。
※岡山・宇多津間の特急列車の停車駅と、高松・宇多津間の特急列車の停車駅との相互間を利用する場合対象にならない。
※全車両特別車両で運転される特急列車に乗り継ぐ場合、本特例は適用されない。
例：岡山駅 -（特急「しおかぜ」）- 多度津駅 -（特急「しまんと」）- 高知駅
　　岡山駅 - 高知駅間（通算）の特急料金

例：岡山駅 -（特急「しおかぜ」）- 宇多津駅 -（特急「いしづち」）- 高松駅
　　岡山駅 - 宇多津駅間と宇多津駅 - 高松駅間の特急料金を合算する（宇多津駅で計算を一旦打ち切る）。

例：岡山駅 -（特急「しおかぜ」）- 多度津駅 -（特急「四国まんなか千年ものがたり」）- 大歩危駅
　　特急「四国まんなか千年ものがたり」は全車両特別車両（全席がグリーン車の列車）で運転されるため、本特例の対象外である。
　　岡山駅 - 多度津駅間と多度津駅 - 大歩危駅間の特急料金を合算する（多度津駅で計算を一旦打ち切る）。

例：岡山駅 -（特急「南風」）- 高知駅 -（特急「志国土佐 時代の夜明けのものがたり」）- 窪川駅
　　特急「志国土佐 時代の夜明けのものがたり」は全車両特別車両（全席がグリーン車の列車）で運転されるため、本特例の対象外である。
　　岡山駅 - 高知駅間と高知駅 - 窪川駅間の特急料金を合算する（高知駅で計算を一旦打ち切る）。
5. 岡山駅 - 牟岐駅間の特急列車を、徳島駅で乗り継ぐ場合[注 4]。
※この場合、宇多津駅、高松駅での乗り継ぎは通算する対象にならない。
6. 徳島駅 - 高知駅間の特急列車を、阿波池田駅で乗り継ぐ場合。
7. 札幌駅 - 稚内駅間の特急列車を、旭川駅で乗り継ぐ場合[7][注 5]。ただし、旭川・網走間の特別急行列車の停車駅と旭川・稚内間の特別急行列車の停車駅との相互間を利用する場合の乗り継ぎは、通算する対象にならない。

現在は対象外となった駅
1. 博多駅 - 宮崎空港駅間の特急列車を、別府駅または大分駅で乗り継ぐ場合。ただし別府駅発着の久大本線・豊肥本線に直通する特急や、全車両特別車両で運転される特急列車は対象外[注 6]。2025年4月1日に料金通算は廃止された[8][注 7]。
※この場合、グリーン個室およびDXグリーンを利用する場合、乗り継ぎは通算する対象にならなかった。

##### 併結される列車間での乗り継ぎ
前項の通し料金制度とは別に、多層建て列車の場合、1駅間でも1列車として運行された際には、原則として急行券・特別急行券およびグリーン券を通算して計算する。利用例としては、以下のような事例が考えられる。
- 空席状況、あるいは設備の都合で、編成同士を乗り換える必要が生じた場合。例えば、熱海駅で切り離しを行う踊り子号に横浜駅 - 三島駅間で乗車しようとしたものの、通しでの指定席に空きがなかった場合に、横浜駅 - 熱海駅間は伊豆急下田駅行き編成の指定席、熱海駅 - 三島駅間は修善寺駅行き編成の指定席、というように乗り継いでも特急料金は通し計算と同一額となる。
- 併結後に再度分割されて、それぞれの行き先が異なる場合。たとえば、大阪駅 - 高山駅間で運行される特急「ひだ25号」は岐阜駅 - 高山駅間で名古屋駅発着の「ひだ5号」に併結されるが、「ひだ25号」を併結する「ひだ5号」は飛騨古川駅行きであるため、「ひだ25号」に大阪駅 - 大垣駅間の停車駅から乗車し、「ひだ5号」に乗り換えて飛騨古川駅まで乗車する場合、「ひだ25号」の乗車駅から飛騨古川駅までの特急料金は通算して計算される。

なお、トクトクきっぷの中には、上記以外の在来線特急列車同士の乗り継ぎを認めることを前提にしたものも多い。

### 乗継割引

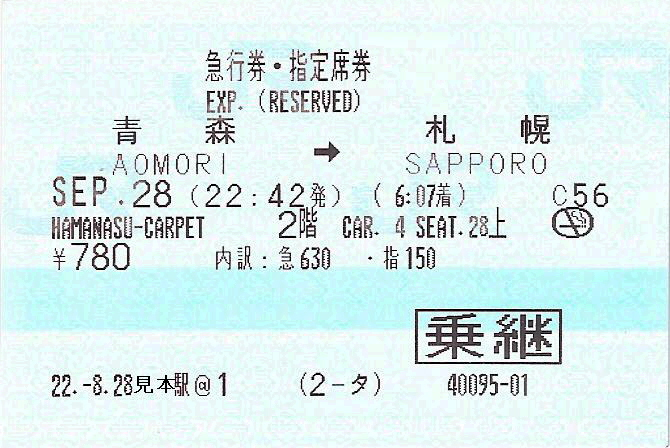
乗継割引適用の料金券には「乗継」と明示される

次の項以後に挙げる場合について、次の二つの条件を満たすとき、特急・急行列車を乗り継ぐ場合、この書体の列車の特急料金、急行料金、及び急行列車の指定席料金 が半額になる。ただし、グリーン個室、設備定員が複数の寝台個室、及び別にJRが指定した個室を利用する場合は適用しない。
- 対象となる列車について、先に乗るもの（これを「先乗列車」という）と次に乗るもの（「後乗列車」という）の両方の列車の特急券等を乗車時までに同時に購入する[注 9]。
- 後乗列車の特急・急行券の有効期間開始日（座席や列車を指定された特急券または立席特急券、急行券・指定席券の場合は「乗車日」）が、先乗列車の特急・急行券の有効期間開始日の当日または翌日である。
  - ただし、先乗列車が新幹線である場合は、双方の列車の特急・急行券の有効期間開始日が同一でなければならない。

例：新横浜駅 - （東海道新幹線） - 静岡駅（0:20発） - （寝台特急「サンライズ出雲」） - 出雲市駅
静岡駅で日付が変わるため、この乗り継ぎの場合は特急料金を割引しない。割引するためには、熱海駅（23:23発）で乗り継ぎを行う必要がある。
※特別に指定された列車では、乗車日前日の新幹線から乗り継ぐ場合に特急料金が割引となる場合がある。主に乗継駅の発車時刻が0時直後となる（前日23時台に到着する新幹線に接続する）列車が指定される。なお2020年3月14日ダイヤ改正時点ではこの特例が適用される列車は存在しない。以前指定されていた列車としては博多駅を0時直後に発車する「ドリームつばめ」→「有明」や、坂出駅を0時直後に発車する「ミッドナイトEXP高松」などがあった（前者は廃止、後者は時刻繰り上げ）。
- 西九州新幹線、北陸新幹線富山駅 - 越前たけふ駅間については乗継割引の制度の適用はないが、別の割引制度がある（後述）。

#### 新幹線と在来線
以下に示す新幹線と在来線の特急・急行列車を次の各駅で乗り継ぐ場合の在来線の特急・急行列車の特急料金、急行料金、及び急行列車の指定席料金。2024年3月16日をもって廃止された。前日の2024年3月15日までは以下のような制度が存在した。
1. 新横浜駅 - 相生駅間の東海道新幹線・山陽新幹線の各駅。
新幹線から在来線への乗り継ぎは原則有効期間開始日当日のみであるが、指定された列車では翌日0時台に発車する特別急行列車に乗り継ぐ場合でも適用される（先述）。
小倉駅・博多駅における山陽新幹線と九州旅客鉄道（JR九州）の在来線特急を乗り継ぐ場合の乗り継ぎ割引は2011年3月11日限りで廃止された[12][リンク切れ]。なお、これ以前も新幹線と博多南線および特急「かいおう」に乗り継ぐ場合は乗り継ぎ割引の対象から外されていた。
特急「（サフィール）踊り子」号、特急「湘南」号[13]、特急「WEST EXPRESS 銀河」に乗り継ぐ場合は、適用されない（後述）。
岡山駅 - 新下関駅間の各駅における山陽新幹線と在来線特急を乗り継ぐ場合の乗り継ぎ割引は2023年3月31日限りで廃止された[14][15]
例：新横浜駅 - （東海道新幹線） - 新大阪駅 - （特急「くろしお」） - 白浜駅
「くろしお」号の特急料金を割引にする。 
例：名古屋駅 - （東海道新幹線） - 静岡駅 - （特急「ふじかわ」） - 甲府駅
「ふじかわ」号の特急料金を割引にする。
例：広島駅 - （山陽新幹線） - 姫路駅 - （特急「サンライズ瀬戸」） - 横浜駅
「サンライズ瀬戸」号の特急料金を割引にする[注 10]。
※岡山駅で乗り継ぐ場合、「サンライズ瀬戸」号の特急料金は割引にならない（岡山駅は2023年4月1日から指定駅でなくなったため）[14][15]。
2. 東北新幹線・北海道新幹線の新青森駅。
2002年11月までは[注 11]、東京駅、上野駅、大宮駅以外のすべての東北新幹線の駅で、新幹線から在来線への乗り継ぐ場合、乗り継ぎ割引が適用されていたが、現在は新青森駅のみが対象駅である。
例：東京駅 - （東北新幹線） - 新青森駅 - （特急「つがる」） - 弘前駅
「つがる」号の特急料金を割引にする。
3. 上越新幹線の長岡駅・新潟駅。
2002年11月までは[注 11]、大宮駅以外のすべての上越新幹線の駅で、新幹線から在来線への乗り継ぐ場合、乗り継ぎ割引が適用されていたが、同年12月以降、越後湯沢駅、長岡駅、新潟駅のみが対象駅とされた。2015年3月には越後湯沢駅も対象駅から除外された[注 12]。
例：東京駅 - （上越新幹線） - 新潟駅 - （特急「いなほ」） - 酒田駅
「いなほ」号の特急料金を割引にする。
例：上毛高原駅 - （上越新幹線） - 長岡駅 - （特急「しらゆき」） - 直江津駅
「しらゆき」号の特急料金を割引にする。
4. 北陸新幹線の長野駅・直江津駅[注 13]・金沢駅・津幡駅[注 14]。
例：軽井沢駅 - （北陸新幹線） - 長野駅 - （特急「しなの」） - 松本駅
「しなの」号の特急料金を割引にする。
例：佐久平駅 - （北陸新幹線） - 上越妙高駅 - （特急「しらゆき」） - 柏崎駅
「しらゆき」号の特急料金を割引にする[注 15]。
例：富山駅 - （北陸新幹線） - 金沢駅 - （特急「サンダーバード」） - 京都駅
「サンダーバード」号の特急料金を割引する。
例：上田駅 - （北陸新幹線） - 金沢駅 - （特急「能登かがり火」） - 和倉温泉駅
「能登かがり火」号の特急料金を割引する[注 16]。
5. 北海道新幹線の新函館北斗駅（東北新幹線と北海道新幹線にまたがって乗車する場合を含む）[16]。
例：仙台駅 - （東北・北海道新幹線） - 新函館北斗駅 - （特急「北斗」） - 札幌駅
「北斗」号の特急料金を割引する。
6. 新大阪駅で新幹線と乗り継ぐ場合に限って大阪駅。
例：名古屋駅 - （東海道新幹線） - 新大阪駅 - （普通列車） - 大阪駅 - （特急「はまかぜ」） - 豊岡駅
「はまかぜ」号の特急料金を割引にする。
例：岐阜駅 - （特急「ひだ」） - 大阪駅 - （普通列車） - 新大阪駅 - （東海道新幹線） - 名古屋駅
「ひだ」号の特急料金を割引にする（乗り継ぐ方向には制限はない）。

なお、以下の線区の列車には適用しない。
- 指定駅以外での乗り継ぎの場合。
例：名古屋駅 - （東海道新幹線） - 東京駅 - （特急「しおさい」） - 飯岡駅
「しおさい」号の特急料金は割引にならない（東京駅は指定駅でないため）。
例：熱海駅 - （東海道新幹線） - 品川駅 - （特急「成田エクスプレス」） - 成田空港駅
「成田エクスプレス」号の特急料金は割引にならない（品川駅は指定駅でないため）。
例：和歌山駅 - （特急「くろしお」） - 天王寺駅 - （普通列車） - 新大阪駅 - （山陽新幹線） - 姫路駅
「くろしお」号の特急料金は割引にならない（天王寺駅は指定駅でないため）。
例：長野駅 - （北陸新幹線） - 富山駅 - （特急「ひだ」） - 飛騨古川駅
「ひだ」号の特急料金は割引にならない（富山駅は指定駅でないため）。
例：名古屋駅 - （東海道・山陽新幹線） - 岡山駅 - （特急「しおかぜ」） - 松山駅
「しおかぜ」号の特急料金は割引にならない（岡山駅は2023年4月1日から指定駅でなくなったため）。
例：広島駅 - （山陽・九州新幹線） - 新鳥栖駅 - （特急「かもめ」） - 長崎駅
「かもめ」号の特急料金は割引にならない（新鳥栖駅は指定駅でないため）。
- 指定駅での乗り継ぎであっても適用されない列車。
  - 新青森駅又は青森駅を乗継駅として乗車する「日本海」号[注 17]、「あけぼの」号等の寝台車を連結した特急列車（2015年現在は該当列車なし）。
    - 在来線特急の座席車・寝台車等の座席種別を問わず除外されている。
    - 除外されているのは特急列車であり、急行列車は除外されていない。

  - 奥羽本線新青森駅 - 青森駅間のみ特急・急行列車に乗車する場合。
  - 東海道新幹線の小田原駅・熱海駅・三島駅を乗継駅として乗車する「（サフィール）踊り子」号及び「湘南」号
    - 座席種別（普通車・グリーン車・グリーン個室・プレミアムグリーン）を問わず除外されている。
    - 東京駅・品川駅を乗継駅として乗車する場合も、他の列車と同様に除外される。

  - 東海道新幹線および山陽新幹線の各駅を乗継駅として乗車する「WEST EXPRESS 銀河」号
    - 座席種別（普通車・グリーン車・グリーン個室）を問わず除外されている。
- かつては指定駅での乗り継ぎであっても適用されない特定特急料金を設定している新幹線規格の路線・区間が存在したが、指定駅を解除されたことで旅客営業規則から削除されている（下記参照）。

また、在来線から新幹線を経由して在来線へ乗り継ぐ場合は、在来線のどちらか一方（通常は高い方）を割り引く。乗り継ぎ割引が適用外となる列車が含まれている場合は割引が適用になる列車のみ割り引く。この取り扱いは、北海道新幹線をはさんで奥羽本線の特急列車と函館本線経由の特急列車を乗り継ぐ場合にも適用する。
例：草津駅 - （特急「ひだ」・特急料金1,290円） - 米原駅 - （東海道新幹線） - 名古屋駅 - （特急「しなの」・特急料金1,470円） - 長野駅
特急料金の高い「しなの」号の特急料金を割引にし（割引料金は1,470円）、「ひだ」号の特急料金は割引にしない（金額は通常期の普通車指定席利用の場合）。
例：大分駅 - （特急「ソニック」・特急料金2,330円） - 小倉駅 - （山陽新幹線） - 京都駅 - （特急「サンダーバード」・特急料金860円） - 敦賀駅
特急料金は「ソニック」号の方が高額になるが、小倉駅での乗り継ぎに対しては乗り継ぎ割引が適用されないため、「サンダーバード」号の特急料金を割引となる（割引料金は870円、金額は通常期の普通車指定席利用の場合）。
かつては東京駅または品川駅 - 門司駅以西の区間を運行する特急・急行列車については、門司駅以西のJR九州管内で乗り継ぐ場合に限りこの制度を適用するという特例があった。ただし、この場合は対象である「富士」号・「はやぶさ」号が2009年3月14日のダイヤ改正で廃止されたため、以後はこれの対象となる特急・急行列車は現存しない。また2011年3月以降はJR九州管内での乗り継ぎ割引そのものが廃止されている。

#### 本州と北海道
2016年3月26日以降、本州 - 北海道間の定期旅客列車は北海道新幹線のみとなっており、上記の新幹線 - 在来線の乗継割引が適用されるが、海峡線（津軽海峡線）経由の定期特急列車が運転されていたそれ以前、以下のような制度が存在した。

##### 奥羽本線と津軽海峡線
奥羽本線を経由する特急列車と津軽海峡線を経由する特急・急行列車を新青森駅または青森駅で乗り継ぐ場合、津軽海峡線を経由する特急・急行列車の特急料金、急行料金、及び指定席料金。ただし、奥羽本線を新青森駅 - 青森駅間のみ乗車する場合を除く。
例：秋田駅 - （特急「つがる」） - 青森駅 - （特急「スーパー白鳥」） - 函館駅
「スーパー白鳥」号の特急料金を割引にする（奥羽本線→津軽海峡線）。
例：弘前駅 - （特急「つがる」） - 新青森駅 - （特急「白鳥」） - 函館駅 - （特急「北斗」） - 東室蘭駅
「白鳥」号の特急料金を割引にし、「北斗」号には割引を適用しない（奥羽本線→津軽海峡線→函館本線）。
奥羽本線の新青森駅以南の乗車が必要なので、以下の場合は適用されない。
例：新青森駅 - （特急「白鳥」） - 函館駅 - （特急「北斗」） - 苫小牧駅

##### 津軽海峡線と函館本線
津軽海峡線を経由する特急・急行列車と函館本線を経由する特急・急行列車を函館駅または五稜郭駅で乗り継ぐ場合、北海道内の特急・急行列車の特急料金、急行料金、及び指定席料金。ただし、上記の新青森駅または青森駅での東北新幹線との乗継割引との重複適用に限る。
例：東京駅 - （東北新幹線） - 新青森駅 - （特急「スーパー白鳥」） - 函館駅 - （特急「スーパー北斗」） - 札幌駅
「スーパー白鳥」号の特急料金、及び「スーパー北斗」号の特急料金共に割引にする（新幹線→在来線、津軽海峡線（経由）→函館本線）。
新青森駅または青森駅での新幹線との乗継割引の条件を満たすことが必要なので、前項同様、新青森駅または青森駅を発駅（着駅）とする場合は適用されない。
- 北海道新幹線の開業（2016年3月26日）に伴い、上記「本州と北海道」の乗継割引の取り扱いは終了した。

#### 本州と四国
2023年4月1日より山陽新幹線岡山駅 - 新下関間の各駅における新幹線と在来線特急を乗り継いだ場合の乗り継ぎ割引が適用されなくなった。前日の2023年3月31日までは以下のような制度が存在した。

##### 岡山駅で新幹線と乗り継ぐ場合に限り、坂出駅または高松駅
例：広島駅 - （山陽新幹線） - 岡山駅 - （快速「マリンライナー」） - 高松駅 - （特急「うずしお」） - 徳島駅
「うずしお」号の特急料金を割引にする。

##### 特急「サンライズ瀬戸」とJR四国の特急
寝台特急「サンライズ瀬戸」と坂出駅または高松駅で四国旅客鉄道（JR四国）管内の特急列車に乗り継ぐ場合のJR四国管内の特急列車の特急料金。
例：東京駅 - （特急「サンライズ瀬戸」） - 坂出駅 - （特急「いしづち」「しまんと」） - 松山駅・高知駅
「いしづち」「しまんと」号の特急料金を割引にする。
- 2023年3月31日をもって山陽新幹線岡山駅 - 新下関間の各駅における新幹線と在来線特急を乗り継いだ場合の乗り継ぎ割引を廃止したため、上記「本州と四国」の乗継割引の取り扱いは終了した[19]。

#### 西九州新幹線
西九州新幹線と鹿児島本線門司港駅・佐世保線武雄温泉駅間に運転する特急列車（「36ぷらす3」を除く）について、武雄温泉駅において出場しないで乗継ぎをする場合（接続のために一時出場する場合を含む）は、新幹線と在来線特急列車との乗り継ぎ料金制度を採用せず、新幹線と在来線の特急料金を各々1割引して合算した特急料金で計算する。
なお、この特例が適用される特急券の券面には、「幹特在特」と記される。
例：長崎駅 - （西九州新幹線「かもめ」） - 武雄温泉駅 - （特急「リレーかもめ」） - 博多駅
割引制度がなければ、西九州新幹線「かもめ」（特急料金1,760円）と特急「リレーかもめ」（特急料金1,200円）の合計2,960円が必要だが、各々の料金を1割引することにより、2,660円が特急料金となる（金額は普通車自由席利用の場合）。なお、指定席やグリーン車を利用する場合は、乗車する区間の割引後の自由席料金に、指定席料金（通常期の場合は530円）や、グリーン料金を加える。

#### 北陸新幹線（富山駅 - 越前たけふ駅）
北陸新幹線富山駅・越前たけふ駅間の各駅と特急「サンダーバード」および特急「しらさぎ」について、敦賀駅において出場しないで乗継ぎをする場合は、新幹線と在来線特急列車との乗り継ぎ料金制度を採用せず、新幹線と在来線の特急料金を各々1割引して合算した特急料金で計算する。
なお、この特例が適用される特急券の券面には、「幹特在特」と記される。
例：富山駅 - （北陸新幹線「つるぎ」） - 敦賀駅 - （特急「サンダーバード」） - 大阪駅
割引制度がなければ、北陸新幹線「つるぎ」（特急料金2,640円）と特急「サンダーバード」（特急料金1,860円）の合計4,500円が必要だが、各々の料金を1割引することにより、4,040円が特急料金となる（金額は普通車自由席利用の場合）。なお、指定席やグリーン車を利用する場合は、乗車する区間の割引後の自由席料金に、指定席料金（通常期の場合は530円）や、グリーン料金を加える。

### 新幹線直通在来線について
以下の路線・区間については、制度上新幹線車両を用いた在来線特急列車となっている。しかし、運転の実態として直通運転を行っている場合が多いので、新幹線と在来線特急列車との乗り継ぎ料金制度を採用せず、扱いを別に定めている。
- 山形新幹線で福島を跨ぐ場合
- 秋田新幹線で盛岡を跨ぐ場合
- 上越新幹線と上越線（ガーラ湯沢駅）
- 東海道・山陽新幹線と博多南線

#### 山形新幹線で福島を跨ぐ場合・秋田新幹線で盛岡を跨ぐ場合
山形新幹線で福島を跨ぐ場合・秋田新幹線で盛岡を跨ぐ場合には上記の新幹線と在来線との乗り継ぎを適用せず、東北新幹線区間の新幹線特急料金と在来線（奥羽本線・田沢湖線）区間の特急料金（51キロ以上ででA特急料金より割安に設定）を合算する。なお当日東京 - 新庄間の各駅や東京 - 秋田間の各駅で改札を出ない場合は、座席指定料金相当額が新幹線区間と在来線区間で二重に発生しないよう530円の割引を行う。
なおグリーン車は、山形新幹線（東京駅 - 新庄駅間の各駅相互に限る）または秋田新幹線（東京駅 - 秋田駅間の各駅相互に限る）の利用する全区間の営業キロによる料金でグリーン料金が計算される。

#### 上越線（越後湯沢駅 - ガーラ湯沢駅間）・博多南線
上越線の越後湯沢駅 - ガーラ湯沢駅間及び博多南線については、短距離であるため区間相互は全車両自由席扱いの特定特急料金を適用している。博多南線については、博多駅で接続している山陽新幹線との連絡については、直通していても別列車扱いとしている。これは、通勤ライナーと同様の扱いで運行されていることを考慮してのことである。また、上越線越後湯沢駅 - ガーラ湯沢駅間については、季節営業であることと、越後湯沢駅から直通する列車であることから同一列車で運行される。ともに料金計算上は新幹線と自由席扱いの特定特急料金を合算して計算する。

### 九州新幹線
2004年3月13日に部分開業した九州新幹線 (鹿児島ルート)については、新幹線と在来線の乗り継ぎ制度自体を設けていないため、九州新幹線各駅での特急・急行列車との乗継割引は適用されなかった。
なお、2011年3月12日の全線開通にあわせて山陽新幹線小倉駅・博多駅でも山陽新幹線と在来線の乗り継ぎ制度を取りやめたため、現在、JR九州の在来線特急と新幹線との乗り継ぎ制度は行われていない。
ただし、新八代駅において鹿児島本線を経由して運行する列車である特急「リレーつばめ」と連絡した特急券を発券していた2011年3月11日までは乗り継ぎ割引制度が存在していた。この際、「リレーつばめ」を介した東海道・山陽新幹線との連絡においては以下のように取り扱っていた。
特急「リレーつばめ」停車駅と九州新幹線各駅との相互間を乗車する場合
「リレーつばめ」号と九州新幹線の列車を一つの列車とみなし、両者を通して別に定めた特定の特急料金で計算。ただし、新八代駅での乗り継ぎは有効期間開始日当日に限られ、途中下車は不可。この場合、発券される特急券は基本的には1枚となる。なお、新八代駅で途中下車する場合はそれぞれ別の列車として計算したが、新八代駅 - 熊本駅間については特急「リレーつばめ」だけではなく、鹿児島本線を経由して運行する列車として特急「九州横断特急」・「くまがわ」についても認めており、新八代駅でこの2列車と九州新幹線を乗り継ぐ場合に限り、ホーム構造の関係上、一時出場を認めていた。
例：博多駅 -（特急「リレーつばめ」）- 新八代駅 -（九州新幹線）- 鹿児島中央駅
博多駅 - 鹿児島中央駅間（新八代駅乗り継ぎ）について、通しの特定の特急料金で計算され、基本的には1枚の特急券で発券される。
九州新幹線 - 特急「リレーつばめ」 - 東海道・山陽新幹線と乗り継ぐ場合
「リレーつばめ」については東海道・山陽新幹線と在来線の乗り継ぎ制度により乗継割引を適用し、九州新幹線の特急券は無割引で発券する。
例：新大阪駅 -（山陽新幹線）- 博多駅 -（特急「リレーつばめ」）- 新八代駅 -（九州新幹線）- 川内駅
新大阪駅 - 新八代駅間については山陽新幹線との乗継割引を適用し、「リレーつばめ」の特急料金を割引にする。新八代駅 - 川内駅間については九州新幹線の特急券を別途発券する。
九州新幹線 - 特急「リレーつばめ」 - 東海道・山陽新幹線 - 他の在来線特急・急行列車と乗り継ぐ場合
東海道・山陽新幹線と他の在来線特急・急行列車の乗り継ぎについて東海道・山陽新幹線と在来線の乗り継ぎ制度により乗継割引を適用し、「リレーつばめ」については、「リレーつばめ」と九州新幹線を通しての特定の特急料金を適用し、「リレーつばめ」には乗継割引を適用しない。
例：益田駅 -（特急「スーパーおき」）- 新山口駅 -（山陽新幹線）- 博多駅 -（特急「リレーつばめ」）- 新八代駅 -（九州新幹線）- 新水俣駅
益田駅 - 博多駅については山陽新幹線との乗継割引を適用し、「スーパーおき」の特急料金を割引とした。博多駅 - 新水俣駅間については「リレーつばめ」と九州新幹線を通しての特定の特急料金を適用された。

### グリーン料金の通算

#### 特急・急行列車
以下のものについては、利用する全区間の営業キロによる料金でグリーン料金が計算される。
1. 新幹線特急料金の通算が適用される場合（北陸新幹線で上越妙高駅をまたぐ場合を除く）
2. 在来線の特急・急行料金の通算が適用される場合
3. 東北新幹線と山形・秋田新幹線とを乗り継ぐ場合
3.の場合は、東京駅方面から福島駅を経由して山形新幹線へ乗り継ぐ場合と、東京駅・仙台駅方面から盛岡駅を経由して秋田新幹線に乗り継ぐ場合に限る（いずれの場合も、直通列車で直通して乗車する場合を含む）。

- 例：東京駅 -（東北新幹線）- 福島駅 -（山形新幹線）- 山形駅
東京駅 - 山形駅間の営業キロでグリーン料金を計算する。
例：仙台駅 -（東北新幹線）- 福島駅 -（山形新幹線）- 米沢駅
仙台駅 - 福島駅間のグリーン料金と福島駅 - 米沢駅間のグリーン料金を合算する（方向が異なるため福島駅で一旦計算を打ち切る）。
例：八戸駅 -（東北新幹線）- 盛岡駅 -（秋田新幹線）- 秋田駅
八戸駅 - 盛岡駅間のグリーン料金と盛岡駅 - 秋田駅間のグリーン料金を合算する（方向が異なるため盛岡駅で一旦計算を打ち切る）。

また、特急・急行列車が途中駅で快速・普通列車に変わる場合に、両者をまたがってグリーン車に乗車する場合のグリーン料金は、特急・急行列車の区間のみで計算する。「快速・普通列車の区間内についてはグリーン券を必要としない」のではないので注意が必要。

#### 普通列車
湘南新宿ライン並びに上野東京ラインを含む東海道線（グリーン車Suicaシステム以外はJR東海区間も含む）・伊東線・横須賀線・総武快速線・総武本線・成田線・外房線・内房線・宇都宮線・高崎線・上越線・両毛線・常磐線の普通列車・快速・特別快速・通勤快速に連結されているグリーン車自由席を乗り継ぐ場合について、途中下車をしなければ1枚のグリーン券で他の列車との乗り換え・乗り継ぎが可能である。これは、グリーン車Suicaシステムでも有効である。同一方向の乗り継ぎおよび東海道線（藤沢駅以西）と横須賀線（北鎌倉駅以南）とを大船駅で乗り継ぐ場合に限り適用される。2025年3月15日から普通列車グリーン車サービスを開始した中央線・青梅線内については、同線内完結の順方向に限り乗り継いでもグリーン料金通算が可能で、他線区との乗り継ぎには一切通算は適用されない。
上記の特例が適用される乗り継ぎの適用例
- 常磐線品川駅 - 土浦駅 - 高萩駅
- 東海道線川崎駅 - 品川駅 - 成田線成田空港駅
- 伊東線伊東駅 - 戸塚駅 - （湘南新宿ラインまたは上野東京ライン経由） - 宇都宮線宇都宮駅
- 横須賀線逗子駅 - （湘南新宿ライン経由） - 大宮駅 - 両毛線前橋駅
- 東海道線藤沢駅 - 東京駅 - （上野東京ライン経由） - 上野駅 - 常磐線取手駅
- 東海道線小田原駅 - 大船駅 - 横須賀線鎌倉駅
- 横須賀線逗子駅 - 戸塚駅 - （上野東京ライン経由） - 上野駅 - 常磐線我孫子駅
- 中央本線（中央線快速）東京駅 - 立川駅 - 青梅線青梅駅

上記の特例が適用されない乗り継ぎ
- 東海道線函南駅方面と伊東線来宮駅方面

非適用例：沼津駅 - 熱海駅 - 宇佐美駅
- 東海道線品川駅方面と湘南新宿ライン大崎駅方面

非適用例：錦糸町駅 - 西大井駅 - 恵比寿駅
- 東海道線川崎駅方面と横須賀線新川崎駅方面

非適用例：川崎駅 - 横浜駅 - 新川崎駅
- 東海道線川崎駅方面と横須賀線西大井駅方面

非適用例：西大井駅 - 品川駅 - 川崎駅
- 宇都宮線尾久駅方面と湘南新宿ライン池袋駅方面

非適用例：尾久駅 - 赤羽駅 - 新宿駅
- 宇都宮線土呂駅方面と高崎線宮原駅方面

非適用例：久喜駅 - 大宮駅 - 熊谷駅
- 総武本線東千葉駅方面と外房線本千葉駅方面

非適用例：成田空港駅 - 千葉駅 - 木更津駅
- 外房線鎌取駅方面と内房線浜野駅方面

非適用例：君津駅 - 蘇我駅 - 大網駅
- 総武本線南酒々井駅方面と成田線酒々井駅方面

非適用例：成田駅 - 佐倉駅 - 成東駅
- 宇都宮線尾久駅・赤羽駅方面と常磐線三河島駅方面

非適用例：浦和駅 - 上野駅 - 柏駅
- 上野東京ライン上野駅方面と総武快速線新日本橋駅方面

非適用例：尾久駅 - 東京駅 - 船橋駅
- 中央本線・青梅線とその他の運転系統

非適用例: 立川駅 - 新宿駅 - 渋谷駅
非適用例: 立川駅 - 新宿駅 - 池袋駅
非適用例: 池袋駅 - 新宿駅 - 四ツ谷駅
非適用例: 渋谷駅 - 新宿駅 - 四ツ谷駅
非適用例: 立川駅 - 東京駅 - 尾久駅
非適用例: 立川駅 - 東京駅 - 千葉駅
非適用例: 立川駅 - 東京駅 - 新橋駅
- 中央本線（中央線快速）日野駅方面と青梅線西立川駅方面

非適用例: 大月駅 - 立川駅 - 青梅駅

### JR各社と他の鉄道等事業者との運賃割引
旅客の流動状況や利便性を勘案して、乗継運賃制度（併算運賃から割引を行う）がとり入れられている。これは、連絡乗車券の普通旅客運賃が数十円低減されるものである（一部は定期旅客も対象としている）。運賃が割引になるのは、それぞれの事業者を短距離移動（両事業者の営業距離を合算して10kmに満たない場合など）する場合に限られることがほとんどである。なお、交通系IC乗車券では割引が適用されない場合がある。
例：京都駅 -（JR奈良線）- 東福寺駅 -（京阪本線）- 祇園四条駅
割引前：150円（JR線運賃）＋160円（京阪線運賃）＝310円
割引後：併算運賃から20円を低減するため、290円で発売される
このような割引は、首都圏や関西圏、福岡などでみられる。また、整備新幹線開業に伴い、JRから経営分離された第三セクター鉄道とJR線との運賃割引も存在する。詳細は、国土交通省の資料 を参照されたい。

## 私鉄・第三セクター・公営交通

### 近畿日本鉄道

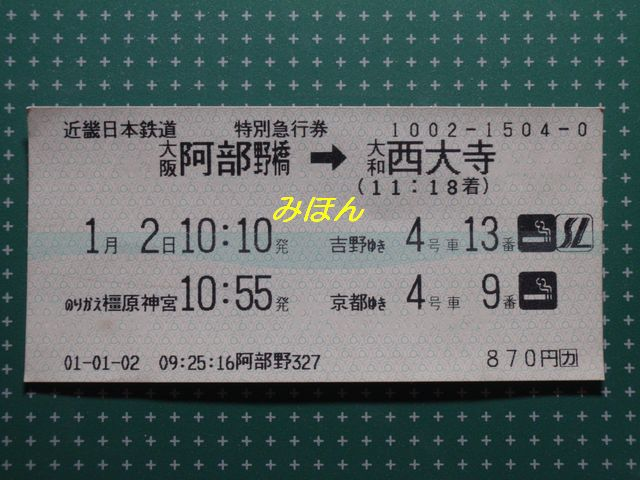
2列車乗り継ぎを1枚の特急券で発行した例

近畿日本鉄道（近鉄）の特急列車については、1966年の運賃改定以降、同一駅で乗り換え（乗り継ぎ）を行う場合に限って乗り換え時間が30分以内であれば通しの特急料金で計算される。これは乗り換え回数が複数回にまたがる場合においても適用され、最終目的地まであらかじめ買う場合にはその全区間を通し料金で発券することが可能である。この場合、最終目的地まで事前に予約・購入することが前提となっている。かつては複数人数が利用可能なセミコンパートメント席（準個室）である23000系電車「伊勢志摩ライナー」の「サロンカー」を使用した場合には適用されていなかったが2013年3月から適用されている。また、特急座席予約システム上3乗り換え4列車までの乗り換え回数や極端な大回りなどを防ぐため発着駅が制限されている。なお、観光特急「しまかぜ」に複数回乗車する乗継ぎには適用されない。また、観光特急「あをによし」は他の特急と乗り継いでも料金通算の対象にならない。
例：近鉄名古屋駅 -（名伊特急）- 伊勢中川駅 -（阪伊・京伊特急）- 大和八木駅 -（京橿特急）- 橿原神宮前駅 -（吉野特急）- 吉野駅の場合
近鉄名古屋駅乗車前に吉野駅までの特急券を購入する場合には「近鉄名古屋→吉野」として、1枚の通し料金の特急券で発券される。この場合、券面には4列車の座席が指定されることになるが、同一座席あるいは近い座席になるように配慮されることが多い。なお、名伊特急と阪伊・京伊特急を伊勢中川駅で乗り継ぐ場合、号車番号が前後逆になっている点に注意されたい。近鉄名古屋駅→伊勢中川駅間が8号車で、伊勢中川駅→大和八木駅間が1号車だった場合、号車番号が前後逆なため停車位置はほとんど変わらない。特急乗車区間は連続していることが必要で、上記の例で大和八木駅-橿原神宮前駅間を特急以外の列車に乗車する場合、「近鉄名古屋→大和八木」と「橿原神宮前→吉野」の特急券を別々に購入しなければならなくなり、かえって料金が高くなる。

### 名古屋鉄道
名古屋鉄道（名鉄）の特急列車で2008年12月27日のダイヤ改正から、特急の運転系統の新設によって本線と各支線の乗り換えが特急主体になり、特急同士の接続が増えることから、それまで「乗継割引ミューチケット」として2乗車500円で発売されていたのを、新たに「乗継ミューチケット」として、下記「乗継条件」に該当する2列車の「特別車」を乗り継ぐ場合、2枚1組の特別車両券「ミューチケット」を1乗車と見なして同額の450円（2024年3月15日までは360円）で発売している（名鉄ネット予約サービスで購入した場合に限り、平日9時台から16時台及び土休日の終日に乗車駅を発車する列車では300円の閑散時間帯割引料金が適用される。なお、中部国際空港駅が発着となる場合は適用されない）。これにより、以前は使用できなかった回数券の引き換えも可能になった（回数券の発売は2019年5月17日で終了）。ただしJRや近鉄の場合と同様に、乗車前に窓口で2列車を同時購入することが適用条件となる。車内精算では購入できないので注意。
- 料金：450円
- 乗継条件（対象区間・列車と指定駅）
  - 名古屋本線国府宮駅以北（名鉄一宮駅方面）、または津島線須ヶ口駅以西（甚目寺駅方面）の列車と犬山線岩倉駅以北（江南駅方面）の列車を名鉄名古屋駅で乗り継ぐ場合。
  - 名鉄名古屋駅以北（名古屋本線国府宮駅方面、津島線須ヶ口駅方面、犬山線岩倉駅方面）から乗車し、金山駅で、神宮前駅以南へ向かう列車（名古屋本線鳴海駅方面、常滑線太田川駅方面）に乗り継ぐ場合。
  - 名古屋本線鳴海駅以東（中京競馬場前駅・知立駅方面）、常滑線太田川駅以南（常滑線尾張横須賀駅方面、河和線南加木屋駅方面）から乗車し、神宮前駅で他の方向へ向かう列車に乗り継ぐ場合。
  - 名古屋本線東岡崎駅以東（美合駅方面）の列車と西尾線南安城駅以南（桜井駅方面）の列車を新安城駅で乗り継ぐ場合（2024年現在、西尾線の特急列車は全車一般車のため該当列車なし）。
  - 常滑線尾張横須賀駅以南（朝倉駅方面）の列車と河和線南加木屋駅以南（巽ヶ丘駅方面）の列車を太田川駅で乗り継ぐ場合。
- 発売条件

1. 指定駅での乗継時間は4分以上60分以内。旅客から特に指示がない場合、乗継列車は指定駅を直近に発車する列車を指定[26]。
  - 接続時間が4分に満たない乗継でも適用される。ただし、接続時間が4分に満たない状況で、第1乗車列車の遅延によって第2乗車列車に乗継ができなかった場合、後続便への振替はできない。
  - 自動券売機および名鉄ネット予約サービスに限り、神宮前駅1番線・2番線相互間および金山駅3番線・4番線相互間においての乗継時間を2分以上60分以内とする。
2. 乗車変更・払い戻しは1組単位で行う。
3. 近鉄のように近い座席になるような配慮は希望がなければ特になされず、同じ席番になるとは限らない。

### 大阪市高速電気軌道・大阪シティバス

#### 梅田3駅（梅田・東梅田・西梅田駅）の改札外乗継
梅田・東梅田・西梅田駅の３駅間を、30分以内で乗り継ぐ場合、通し運賃で適用される。ただし、梅田３駅を通過することで遠回りをすることになる場合（迂回乗車の場合）、発駅～梅田３駅と発駅～（最短経路）～着駅の高い方の運賃が適用になる。なお、磁気乗車券で乗り継ぐ場合、黄緑色の自動改札機を利用しなければならない（IC乗車券の場合はすべての自動改札機を利用できる）。

#### 地下鉄とバス、バスとバスの乗り継ぎ
2025年3月31日まで、大阪市高速電気軌道の地下鉄（ニュートラムを含む）・いまざとライナーと大阪シティバスを乗り継ぐ場合、地下鉄とバスの運賃の合計金額から100円引き（小児50円引き）、地下鉄といまざとライナーの場合は運賃の合計金額から160円引き（小児80円引き）されていた。また、バス（いまざとライナー含む）同士を乗り継ぐ場合は、あわせて210円（小児110円）で利用できた。ただし、地下鉄といまざとライナーまたはバスの乗り継ぎの場合、その間に他社の利用があると、この乗り継ぎは無効になる。またバス（いまざとライナー含む）同士の乗り継ぎの場合、最初のバスを降車後、90分以内に次のバスを降車しなければ割引は適用されない。なお、本特例が適用されるのは、IC乗車券と一部の磁気カードに限られていた。2025年4月1日からは地下鉄・バス・いまざとライナーの乗り継ぎでOsaka Pointを付与する「乗継ポイント」に移行した。

### 広島電鉄
広島電鉄の乗換指定電停では、乗車電停から目的地まで通しの運賃で複数の電車を乗換えることができる場合がある（定期券・回数券を除く）。
MOBIRY DAYSの場合は市内線内乗車に限り再乗車サービスを活用した乗り継ぎ制度を適用している。PASPYなどの交通系ICカードは2025年3月29日をもって再乗車サービス及び直通乗継割引の取り扱いを終了した。
1. 乗り継ぎ条件
  - 乗車電停から目的地までの直通運行系統がない場合
  - 乗換指定電停まで行けば、目的地までの電車の運行本数が増える場合
    - ただし、次の場合は適用されない。
      - 後戻りとなる利用
      - 乗換え前の電車で直接行くことができる場合
2. 乗換え指定電停
  - 電車乗換券の場合（現金・交通系ICカード）：的場町、八丁堀、紙屋町東、紙屋町西、本通、十日市町、土橋、広電西広島（己斐）、日赤病院前（広島港方面のみ）、広電本社前、皆実町六丁目、宇品二丁目
  - MOBIRY DAYSの場合：降車した同一の停留所での乗車
    - 紙屋町東、紙屋町西、本通は同一電停とみなすので、乗換え時の電停間の移動ができる。
3. 乗換え時間の制限
  - MOBIRY DAYSの場合：60分以内
  - 電車乗換券の場合（現金・交通系ICカード）：当日限り

### 京都丹後鉄道
京都丹後鉄道の特別急行列車・急行列車については、宮津駅・天橋立駅で別の特別急行列車・急行列車に乗り継ぐ場合、同種の列車について通しの特急料金・急行料金で計算される。

### 札幌市交通局
札幌市営地下鉄と市電、もしくはバス（ジェイ・アール北海道バス、じょうてつバス、北海道中央バス、ばんけいバス及び夕鉄バス）に乗り継ぐ場合、運賃が割り引きになる（一部路線を除く）。ただし、市電とバスを乗り継ぐ場合は適用されない。

### 京都市交通局・京都バス
事前に「京都 地下鉄・バス ICポイントサービス『もえポっ』」に登録したICOCA・PiTaPaを使用し、月額3600円（小児は1800円）以上使用した場合に対象となる。市営地下鉄と市営バスまたは京都バスを90分以内に乗り継ぐ場合、120円（小人は60円）分のポイントが付与される。またバス同士（市営バス・京都バス）を90分以内に乗り継ぐ場合、150円（小児は75円）分のポイントが付与される。また、市営地下鉄とバス（京阪京都交通・京阪バス）を乗り継ぐ場合、定期券発売所などで発売される連絡普通券を使用することで合計運賃が120円引きとなる。
2023年3月31日までは全ての交通系ICカードが対象となっていた。市営地下鉄と市営バスまたは京都バスを乗り継ぐ場合、合計運賃が60円（小人は30円）割引された。バス同士（市営バス・京都バス）を乗り継ぐ場合、1回目の降車から2回目の降車が90分以内に限り、2乗車目の運賃が90円（小児は40円）割引された。
京都市交通局と京都バスが販売するトラフィカ京カード(2021年9月末発売終了、2023年3月末で利用も終了)を利用した場合は、いずれの乗り継ぎの運賃も割引額は120円（小児は60円）であった。

## 高速道路等

### 首都高速道路
2012年1月1日に距離制料金が導入されるのにあわせて、首都高速道路とNEXCO中日本・東日本の高速道路等を連続して走行した場合に首都高速の料金が割引される乗継料金制度が実施された。
- 適用条件
  - ETC無線通行利用車であること。
  - 首都高速の利用が6km以下または接続地点直近の出入口を利用すること。但し、埼玉大宮線は乗継割引対象外。
- 乗継割引が適用される最遠出入口並びに接続地点および対象となるNEXCOの道路（太字は接続部となるJCT及び接続部）
  -  7号小松川線 錦糸町出入口 - （篠崎 京葉道路接続部） - 京葉道路（NEXCO東日本）
  -  湾岸線 浦安出入口 - （高谷JCT） - 東関東自動車道（NEXCO東日本）
  -  6号三郷線 八潮南出入口 - （三郷JCT） - 常磐自動車道・東京外環自動車道（NEXCO東日本）
  -  川口線 新郷出入口 - （川口JCT） - 東北自動車道・東京外環自動車道（NEXCO東日本）
  -  5号池袋線 板橋本町出入口 - （美女木JCT） - 東京外環自動車道（NEXCO東日本）
 埼玉大宮線利用車は乗継割引対象外
  -  4号新宿線 永福出入口 - （高井戸IC 中央道接続部） - 中央自動車道（NEXCO中日本）
  -  3号渋谷線 池尻出入口 - （東京IC 東名接続部） - 東名高速道路（NEXCO中日本）
  -  湾岸線 東扇島出入口・空港中央出入口 /  神奈川6号川崎線 大師出入口 - （川崎浮島JCT） - 東京湾アクアライン（NEXCO東日本）
  -  神奈川1号横羽線 みなとみらい出入口・子安出入口 - （金港JCT） -  神奈川2号三ツ沢線 - （三ツ沢JCT） - 第三京浜道路・横浜新道（NEXCO東日本）
  -  神奈川3号狩場線 阪東橋出入口 - （狩場JCT） - 横浜横須賀道路（NEXCO東日本）
横浜新道・保土ヶ谷バイパスからの利用者には適用されない
  -  湾岸線 杉田出入口 - （並木IC 横横接続部） - 横浜横須賀道路（NEXCO東日本）
- 割引額
  - 普通車 : 100円（中央道・東京湾アクアライン乗り継ぎ利用は210円）
  - 大型車 : 210円（中央道・東京湾アクアライン乗り継ぎ利用は410円）

### 阪神高速道路
2012年1月1日に阪神線に距離制料金が導入されるのにあわせて、阪神高速道路とNEXCO西日本・本四高速の高速道路等を連続して走行した場合に阪神高速の料金が割引される乗継料金制度が実施された。
- 適用条件
  - ETC無線通行利用車であること。
  - 阪神高速の利用が6km以下であること。
- 乗継割引が適用される最遠出入口並びに接続地点および対象となるNEXCO・本四高速の道路（太字は接続部となるJCT及び接続部）
  -  11号池田線 池田出入口 - （豊中IC） - 名神高速道路（NEXCO西日本）
  -  3号神戸線 芦屋出入口 - （西宮IC） - 名神高速道路（NEXCO西日本）
  -  13号東大阪線 第二阪奈道路接続部・水走出入口 - （東大阪JCT） - 近畿自動車道（NEXCO西日本）
  -  6号大和川線 三宅西出入口 - （三宅JCT） -  14号松原線 平野出入口 - （松原JCT） - 西名阪自動車道・阪和自動車道・近畿自動車道（NEXCO西日本）
  -  4号湾岸線 貝塚出入口 - （りんくうJCT） - 関西空港自動車道・関西国際空港連絡橋（NEXCO西日本）
  -  3号神戸線 柳原出入口 - （月見山出入口 第二神明接続部） - 第二神明道路（NEXCO西日本）
  -  7号北神戸線 西宮山口南出入口 - （西宮山口JCT） - 中国自動車道（NEXCO西日本）
  -  31号神戸山手線 白川南出入口 - （白川JCT） -  7号北神戸線 永井谷出入口・しあわせの村出入口 - （布施畑JCT） - 神戸淡路鳴門自動車道（本四高速）
  -  7号北神戸線 前開出入口 - （伊川谷JCT） - 第二神明道路（NEXCO西日本）
- 割引額
  - 普通車 : 100円
  - 大型車 : 200円